# Уэйр, Уильям, 1-й виконт Уэйр
Уильям Дуглас Уэйр, 1-й виконт Уэйр (англ. William Douglas Weir, 1st Viscount Weir; 12 мая 1877 — 2 июля 1959) — шотландский промышленник и политик, занимавший пост президента Воздушного совета в 1918 году.

## Происхождение и образование
Родился 12 мая 1877 года в Глазго. Старший сын Джеймса Уэйра (1842/1843 — 1920) и его жены Мэри Ричмонд (1848—1931). Он посещал школу Аллана Глена и среднюю школу Глазго, прежде чем поступить на ученичество в бизнес, основанный его отцом и дядей, Джеймсом и Джорджем Уэйрами, производителями конденсаторов, насосов и испарителей.

## Карьера
Уильям Уэйр дослужился до должности директора компании G. and J. Weir, а затем занимал должность управляющего директора с 1902 по 1915 год и председателя с 1910 по 1953 год. Во время Первой мировой войны он переоборудовал свои заводы для производства разрывных снарядов.
Он продолжал занимать ряд других директорских должностей, включая Lloyds Bank (1928—1938), Imperial Chemical Industries (1928—1953), International Nickel (1928—1959) и Shell Transport and Trading (1939). Он также был председателем Anglo-Scottish Sugar Beet Corporation.
Дэвид Ллойд-Джордж назначил его на неоплачиваемую должность директора по боеприпасам в Шотландии в июле 1915 года, он присоединился к Воздушному совету в декабре 1916 года и был произведен в рыцари-бакалавры в феврале 1917 года. Он присоединился к Воздушному совету в ноябре 1917 года и стал его президентом в апреле 1918 года, уйдя в отставку в декабре того же года после окончания войны. За свои усилия он получил медаль «За выдающиеся заслуги». Он был назначен в Тайный совет в апреле и летом был повышен до пэра как барон Уэйр из Иствуда в графстве Ренфрушир.
Он не желал дальнейшей политической власти и продолжал работать в ряде правительственных комитетов, включая комитеты по гражданской авиации, экономике боевых служб и координации между флотом, армией и военно-воздушными силами. В 1924—1925 годах Уильям Уэйр возглавлял комитет по электроснабжению, чтобы спланировать рационализацию электроэнергетической отрасли Великобритании. Его выводы привели к принятию Закона об электроснабжении (поставках) 1926 года и созданию Национальной электросети и Центрального совета по электроснабжению. В 1934 году он был назначен Рыцарем Большого креста Ордена Бани.
В 1935 году он был членом комитета по оборонной политике и требованиям и стал советником сэра Филиппа Канлиффа-Листера, позже виконта Суинтона, после его назначения на пост государственного секретаря по вопросам авиации. Он стоял за созданием теневых авиационных заводов и был советником по национальной обороне, оставив свой пост после увольнения Суинтона. Он был назначен виконтом Уэйром из Иствуда в графстве Ренфрушир в 1938 году.
С 1939 по 1941 год Уильям Уэйр занимал должность генерального директора по взрывчатым веществам в Министерстве снабжения, а в 1942 году он был председателем Танкового совета.

## Личная жизнь
2 июня 1904 года Уильям Уэйр женился на Элис Бланш Макконнахи (1882 — 9 ноября 1959), дочери Джона Макконнахи. У супругов было два сына и дочь :
- Джеймс Кеннет Уэйр, 2-й виконт Уэйр (10 сентября 1905 — 16 августа 1975), старший сын и преемник отца.
- Достопочтенный Джон Уильям Уэйр (3 апреля 1907 — 18 января 1953)
- Достопочтенная Элспет Марджори Джесси Уэйр (род. 18 марта 1912).

Уильям Уэйр скончался 2 июля 1959 года в своем доме в Гифноке, Ренфрушир, в возрасте 82 лет.
Его преемником стал его старший сын, Джеймс Кеннет Уэйр, 2-й виконт Уэйр.
В 2011 году он был одним из семи первых номинантов на включение в Зал славы инженерного дела Шотландии.